# Stadio Carlo Angelo Luzi
Lo stadio Carlo Angelo Luzi è il principale impianto sportivo di Gualdo Tadino, adibito ad uso polivalente.
Si tratta del quinto stadio umbro per grandezza, avendo una capacità di circa 4 000 posti a sedere. L'impianto consta di quattro settori: Tribuna centrale (in parte coperta), Gradinata Est (dal 1994), Curva e Gradinata Ovest, quest'ultima adibita a settore ospiti.

## Storia
L'impianto è stato inaugurato nel 1986 ed intitolato a Carlo Angelo Luzi, imprenditore, consigliere della Federazione Calcio Dilettanti e presidente del Gualdo dal 1951 al 1974, anno in cui scomparve prematuramente. La partita inaugurale dello stadio fu disputata con la Pontevecchio, per la prima gara casalinga del campionato umbro di Promozione.
Nel 1994 è stata aggiunta la Gradinata Est alla struttura principale in occasione della sfida Gualdo-Siena, corrispondente al debutto del club in Serie C1. Durante gl'incontri Gualdo-Trapani del 18 giugno 1995 e Gualdo-Nocerina del 7 giugno 1998, valevoli come play-off per la promozione in Serie B, si sono toccati i 4 500 spettatori, record di pubblico per il catino gualdese. Dal dicembre del 2003 il piazzale antistante l'ingresso della Tribuna è intitolato all'ex presidente gualdese Angelo Barberini, in carica nel periodo della massima ribalta del club.
Fino al 2013 lo stadio ha ospitato le partite interne del Gualdo, mentre dallo stesso anno è diventato l'impianto casalingo del Gualdo Casacastalda, nuova società calcistica nata dalla fusione tra l'AS Gualdo Calcio e l'AS Casacastalda.